# Démocratie inclusive

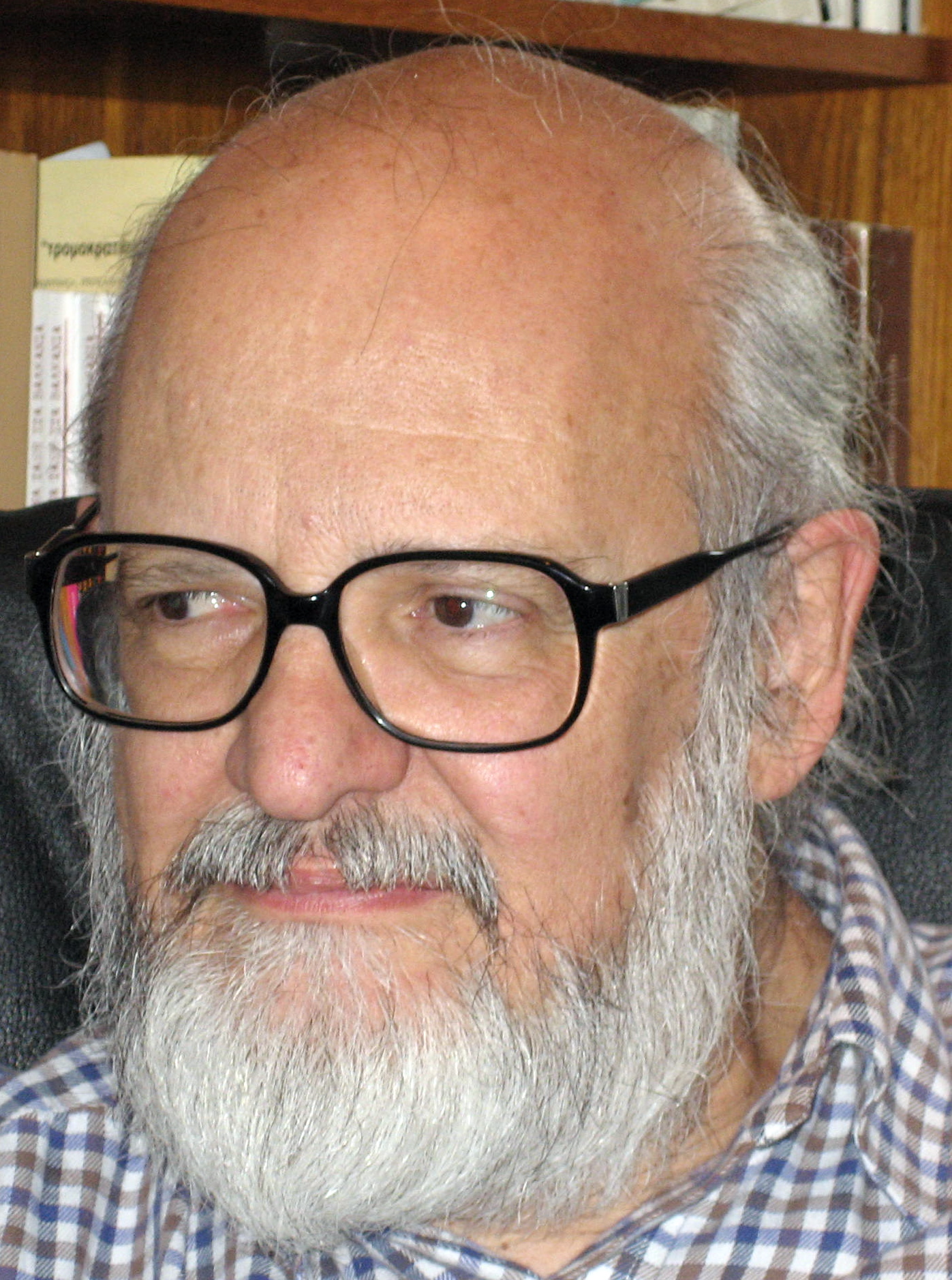
Takis Fotopoulos.

Le terme de démocratie inclusive peut désigner deux choses : le projet théorique développé par Takis Fotopoulos, et l’ensemble des approches visant à inclure tous les citoyens dans le processus démocratique.
Takis Fotopoulos développe sa théorie de la démocratie inclusive dans Towards An Inclusive Democracy, publié en 1997, ainsi que dans les journaux Democracy & Nature et The International Journal of Inclusive Democracy. Elle désigne « une théorie et un projet politique visant à une démocratie directe et économique dans une société sans État, sans monnaie ni économie de marché, autogérée et écologiste »[réf. nécessaire].
En France, le terme de « démocratie inclusive » renvoie couramment aux initiatives visant à renforcer l’égalité et l'implication de tous les citoyens dans les processus démocratiques.

## Théorie de Fotopoulos
Selon Arran Gare, Towards an Inclusive Democracy « offre une interprétation nouvelle et puissante de l'histoire et de la dynamique destructive du marché et fournit une vision inspirante nouvelle de l'avenir en place du néo-libéralisme et des formes existantes de socialisme ». En outre, comme le souligne David Freeman, même si l'approche de Fotopoulos « n'est pas ouvertement de l'anarchisme, l'anarchisme semble être la catégorie formelle dans laquelle il travaille, étant donné son engagement dans la démocratie directe, le municipalisme et l'abolition de l'État, de la monnaie et de l'économie de marché ».
Fotopoulos décrit la démocratie inclusive comme : « une nouvelle conception de la démocratie, qui, en utilisant comme point de départ la définition classique de celle-ci, exprime la démocratie en termes de démocratie directe politique, démocratie économique (au-delà des limites de l'économie de marché et de la planification étatique), ainsi que comme la démocratie dans le domaine social et de la démocratie écologiste. En bref, la démocratie inclusive est une forme d'organisation sociale qui réintègre la société dans l'économie, la politique et la nature. Le concept de la démocratie inclusive est issu de la synthèse de deux grandes traditions historiques, la démocratie classique et la socialiste, même si elle englobe également les Verts radicaux, les féministes et les mouvements de libération dans le Sud. » Le point de départ du projet est que le monde, à l'aube du nouveau millénaire, est confronté à une crise multidimensionnelle (économique, écologique, sociale, culturelle et politique) qui se révèle être causée par la concentration du pouvoir dans les mains de diverses élites. Ceci étant interprété comme le résultat de l'établissement, dans les derniers siècles, du système d'économie de marché (dans son sens polanyien[Quoi ?]), la démocratie représentative, et des formes connexes de structure hiérarchique. Par conséquent, une démocratie inclusive est considérée non seulement comme une utopie, mais peut-être aussi comme le seul moyen de sortir de la crise, basé sur la distribution égale du pouvoir à tous les niveaux.
Dans cette conception de la démocratie, le domaine public ne comprend pas seulement le domaine politique, comme cela est habituel dans le projet républicain ou démocratique (voir les travaux de Hannah Arendt, Cornelius Castoriadis, Murray Bookchin), mais aussi les domaines économiques, « sociaux » et écologiques. Le domaine politique est la sphère de prise de décision politique, la zone dans laquelle le pouvoir politique est exercé. Le domaine économique est la sphère de la prise de décision économique, la zone dans laquelle le pouvoir économique est exercé à l'égard des grands choix économiques que toute société comprenant le concept de rareté doit faire. Le domaine social est la sphère de prise de décision dans le lieu de travail, d'éducation et dans n'importe quelle autre institution économique ou culturelle qui constitue un élément de la société démocratique. Le domaine public pourrait être étendu afin d'inclure le « domaine écologique », qui peut être défini comme la sphère des relations entre la société et la nature. Par conséquent, le domaine public, contrairement au domaine privé, comprend toutes les activités humaines dans lesquelles les décisions peuvent être prises collectivement et démocratiquement[source secondaire nécessaire].
Dans ces quatre domaines, quatre principaux éléments constitutifs d'une démocratie inclusive se distinguent: le politique, l'économique, la « démocratie dans le domaine social » et l'écologique. Les trois premiers éléments forment le cadre institutionnel qui vise à la répartition égale du pouvoir politique, économique et social, respectivement. En ce sens, ces éléments définissent un système, qui vise à l'élimination effective de la domination de l'Homme sur l'Homme. De même, la démocratie écologique se définit comme le cadre institutionnel qui vise à éliminer toute tentative humaine de dominer le monde naturel, en d'autres termes, le système qui vise à réconcilier l'homme et la nature[source secondaire nécessaire].

## Dans le langage courant en France
En France, dans le langage courant, la démocratie inclusive se réfère à des projets visant à intégrer dans le processus démocratique les catégories sociales qui y participent le moins. Cette idée renvoie aux concepts d’inclusion sociale et de démocratie d’interpellation.

### Intégrer les enfants dans les décisions politiques

Logo de l'UNICEF.

Dans « Vers une démocratie inclusive : intégrer la voix des enfants dans les décisions politiques », l’UNICEF France appelle à reconnaître la participation politique des enfants et des adolescents comme un droit fondamental et un levier essentiel pour revitaliser la démocratie. En effet, les enfants et adolescents sont aujourd’hui en quête de reconnaissance. En effet, malgré leur intérêt pour les grands enjeux sociétaux, les enfants et adolescents sont souvent exclus des processus décisionnels, créant un déficit démocratique majeur. Adeline Hazan, présidente de l’UNICEF France, déclare : « Écouter les enfants et les jeunes, c’est non seulement respecter un droit fondamental, mais aussi enrichir notre démocratie de leur regard unique sur les défis d’aujourd’hui et de demain. Les exclure des processus décisionnels revient à priver notre société d’une force vive et d’idées innovantes, essentielles pour répondre aux crises actuelles et bâtir un avenir durable ».

### Inclusion selon Marc Guerrini
Cette section ne s'appuie pas, ou pas assez, sur des sources secondaires ou tertiaires indépendantes du sujet. Le texte peut contenir des analyses inexactes ou inédites de sources primaires.
Pour l'améliorer, ajoutez-en, ou placez des modèles {{Source secondaire souhaitée}} ou {{Source secondaire nécessaire}} sur les passages mal sourcés. (janvier 2025)
La démocratie inclusive vise à répondre aux tensions sociales en reconnaissant et en intégrant la diversité des identités présentes dans la société. Marc Guerrini écrit : « La reconnaissance des identités culturelles, religieuses ou sexuelles permet de dépasser les tensions sociales nées de l’exclusion ou de la marginalisation de certains groupes. ». Ainsi, l’intégration active des minorités dans les processus décisionnels contribue à créer un sentiment d’appartenance collective, essentiel pour renforcer la cohésion sociale. Toutefois, Marc Guerrini insiste sur l’importance d’assurer une égalité réelle dans la représentation pour éviter de nouvelles formes de division.
Un autre objectif central de la démocratie inclusive est de garantir que chaque individu, indépendamment de ses caractéristiques ou de son origine, ait accès à une participation équitable. Marc Guerrini précise : « La démocratie inclusive doit corriger les inégalités structurelles qui persistent au sein des systèmes représentatifs traditionnels. ». Il s'agit notamment d'inclure les femmes, les minorités ethniques, religieuses ou sexuelles, ainsi que les personnes en situation de handicap. En renforçant ces droits, la démocratie inclusive contribue à une société plus juste et équitable. Cependant, il avertit que cette démarche doit se faire « dans un cadre universel, pour éviter des revendications clivantes. ».
Les sociétés démocratiques modernes sont confrontées à des défis, notamment la montée des revendications identitaires et des tensions entre inclusion et universalité. Marc Guerrini écrit : « La démocratie inclusive interroge les principes républicains traditionnels, qui valorisent une citoyenneté universelle et abstraite. ». Cela est particulièrement pertinent dans des contextes comme la France, où la conception républicaine classique peut entrer en conflit avec des approches davantage axées sur la reconnaissance des différences. Marc Guerrini note que cette adaptation nécessite des réformes institutionnelles pour répondre à ces attentes, tout en évitant des divisions communautaires excessives.
Marc Guerrini met en garde contre une application mal réfléchie de l’inclusion, qui pourrait entraîner des effets indésirables. Il précise : « L’inclusivité doit être mise en œuvre de manière à respecter les principes fondamentaux de la démocratie, sans compromettre la solidarité collective. ». Les politiques inclusives doivent non seulement garantir l’équité pour les groupes marginalisés, mais aussi éviter de créer de nouveaux déséquilibres ou tensions. L’auteur propose un modèle d’inclusivité universelle, qui profite à l'ensemble de la population tout en respectant les particularités de chaque groupe.

### Démocratie d'interpellation
Cette section ne s'appuie pas, ou pas assez, sur des sources secondaires ou tertiaires indépendantes du sujet. Le texte peut contenir des analyses inexactes ou inédites de sources primaires.
Pour l'améliorer, ajoutez-en, ou placez des modèles {{Source secondaire souhaitée}} ou {{Source secondaire nécessaire}} sur les passages mal sourcés. (janvier 2025)
La démocratie d’interpellation est une forme de démocratie dans laquelle la parole des citoyens est au cœur des discussions, par l’intermédiaire d'associations citoyennes ou de groupes autonomes et indépendants des instances publiques.
Hélène Balazard et Antoine Gonthier précisent : « Dans sa dimension descriptive, le concept de « démocratie d’interpellation » permet d’analyser et de mettre en avant le rôle des mobilisations dans la construction des décisions politiques publiques comme privées, dans le sillage des travaux en sociologie de l’action publique ou du syndicalisme. Dans sa dimension normative, la démocratie d’interpellation invite, d’une part, à penser et promouvoir des règles permettant de reconnaître, protéger et encourager l’organisation collective des citoyens, notamment les plus éloignés des arènes politiques habituelles. D’autre part, la traduction de la démocratie d’interpellation dans le champ des politiques publiques passe par le développement de mécanismes qui encouragent ou contraignent les institutions à prendre en compte les interpellations citoyennes. » Ce type de démocratie « permet de décrire les dynamiques collectives des citoyens qui s’organisent pour faire valoir leurs intérêts, leurs droits ou leur vision politique auprès des décideurs ». Tout cela rend compte de la capacité de la démocratie d’interpellation à mettre en lumière les oubliés de la démocratie traditionnelle.
Il est reproché[Par qui ?] aux instances de démocratie participative actuelles d’être peu attractives pour les citoyens qui ne se sentent pas représentés par les décideurs politiques. En effet, elles sont critiquées pour leurs méthodologies qui seraient mal adaptées pour toucher des publics précaires, jeunes ou éloignés. En réponse, de nombreuses associations citoyennes émergent pour pallier ce manque, comme AVAS (association vaudaise) qui agit pour faire entendre la voix des habitants auprès des différents décideurs politiques (mairie, Métropole de Lyon, Sénat) et mobiliser divers acteurs (chercheurs, acteurs locaux). Elles luttent aussi contre le fait que les revendications entendues proviennent principalement des mêmes profils (cadres, professions intellectuelles, seniors), ce qui a pour effet de limiter l’impact et la diversité des actions. Ces associations privilégient une approche qualitative, basée sur les besoins concrets et les témoignages des habitants, plutôt qu’une approche quantitative, plus éloignée des réalités quotidiennes ; et agissent comme des intermédiaires légitimes et efficaces entre les citoyens et les institutions tout en mobilisant des profils souvent éloignés des processus décisionnels. De fait, elles s’inscrivent ainsi dans une dynamique de démocratie d’interpellation.

### Autres ouvrages
- Karl Polanyi (trad. Catherine Malamoud et Maurice Angeno), La Grande Transformation : Aux origines politiques et économiques de notre temps, Gallimard, coll. « Tel » (no 362), 2009, 467 p. (ISBN 2-07012474-6 et 978-2070124749, présentation en ligne)